# Cimetière attenant à l'église Saint-Vivien de Romagne
Le cimetière attenant à l'église Saint-Vivien est un lieu de sépulture situé sur la commune de Romagne, dans le département de la Gironde, en France.

## Localisation
Le cimetière se trouve auprès de l'église Saint-Vivien de Romagne, au cœur du village, le long de la route départementale D19e3 qui mène vers le nord-ouest en direction de Faleyras.

## Historique
Le cimetière dont les éléments les plus anciens datent du XVIe siècle, est inscrit au titre des monuments historiques par arrêté du 11 septembre 1997 pour ses murs de clôture et sa croix monumentale.

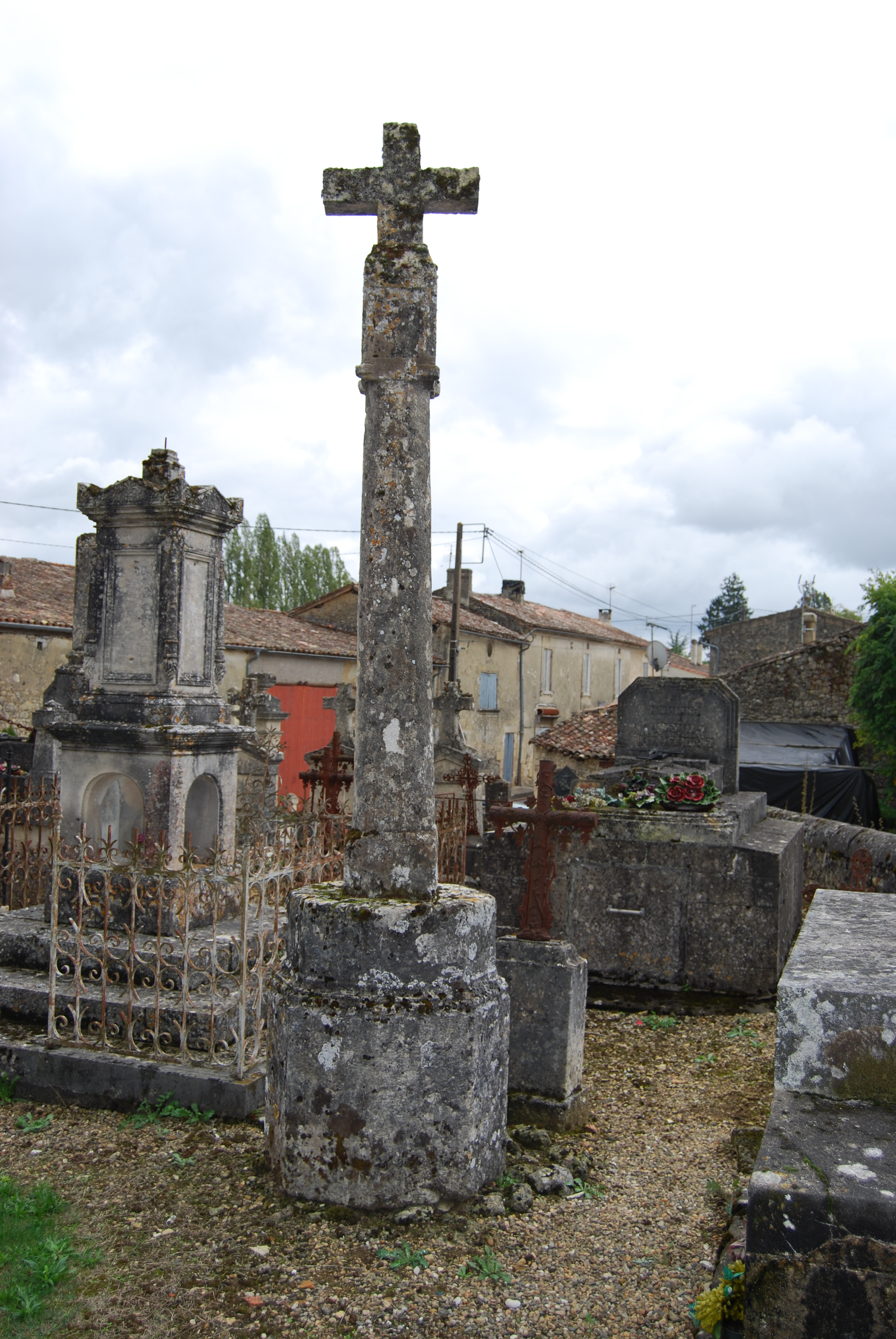
La croix inscrite (oct. 2012)
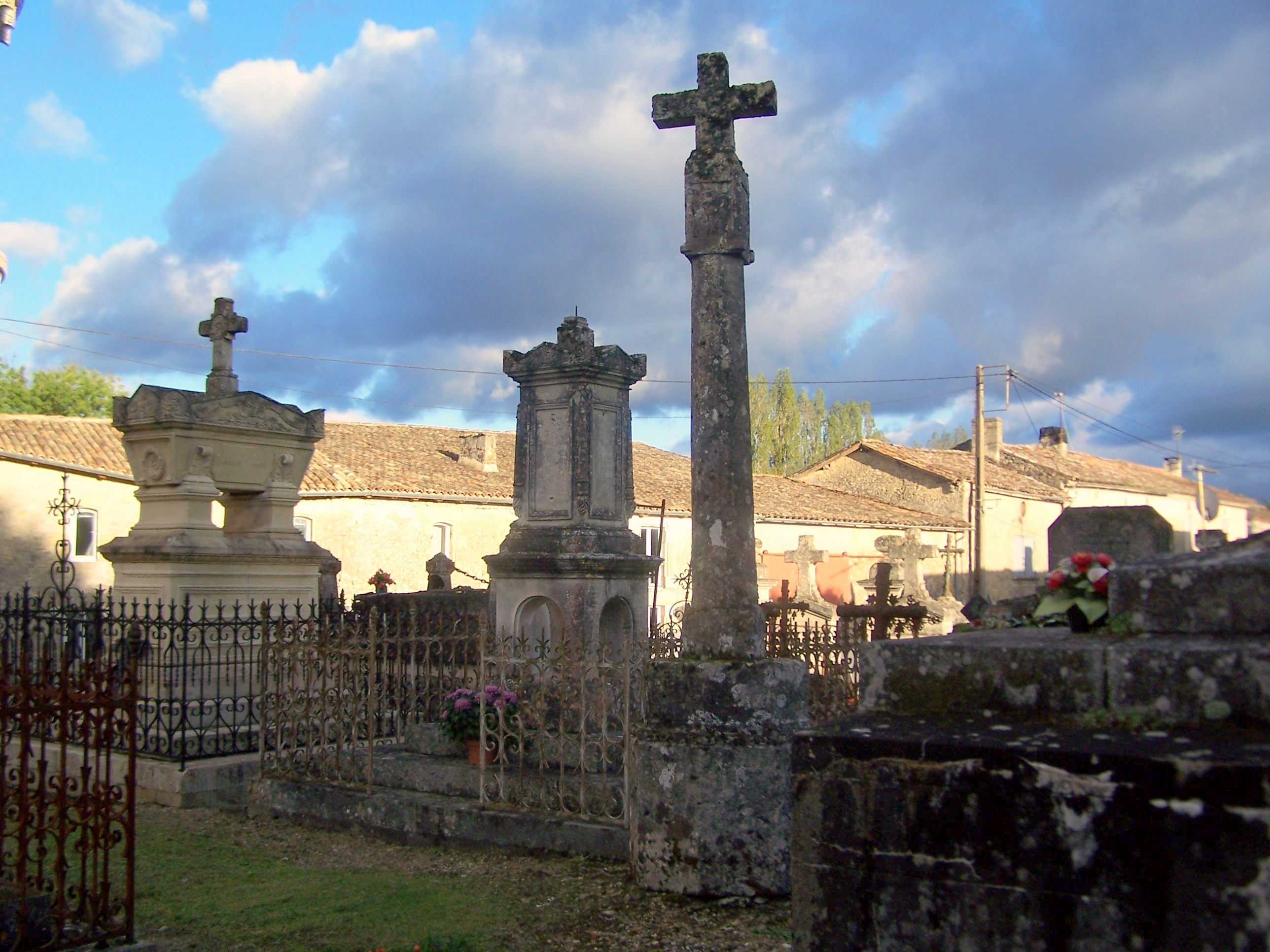
Vue des tombes (oct. 2012)
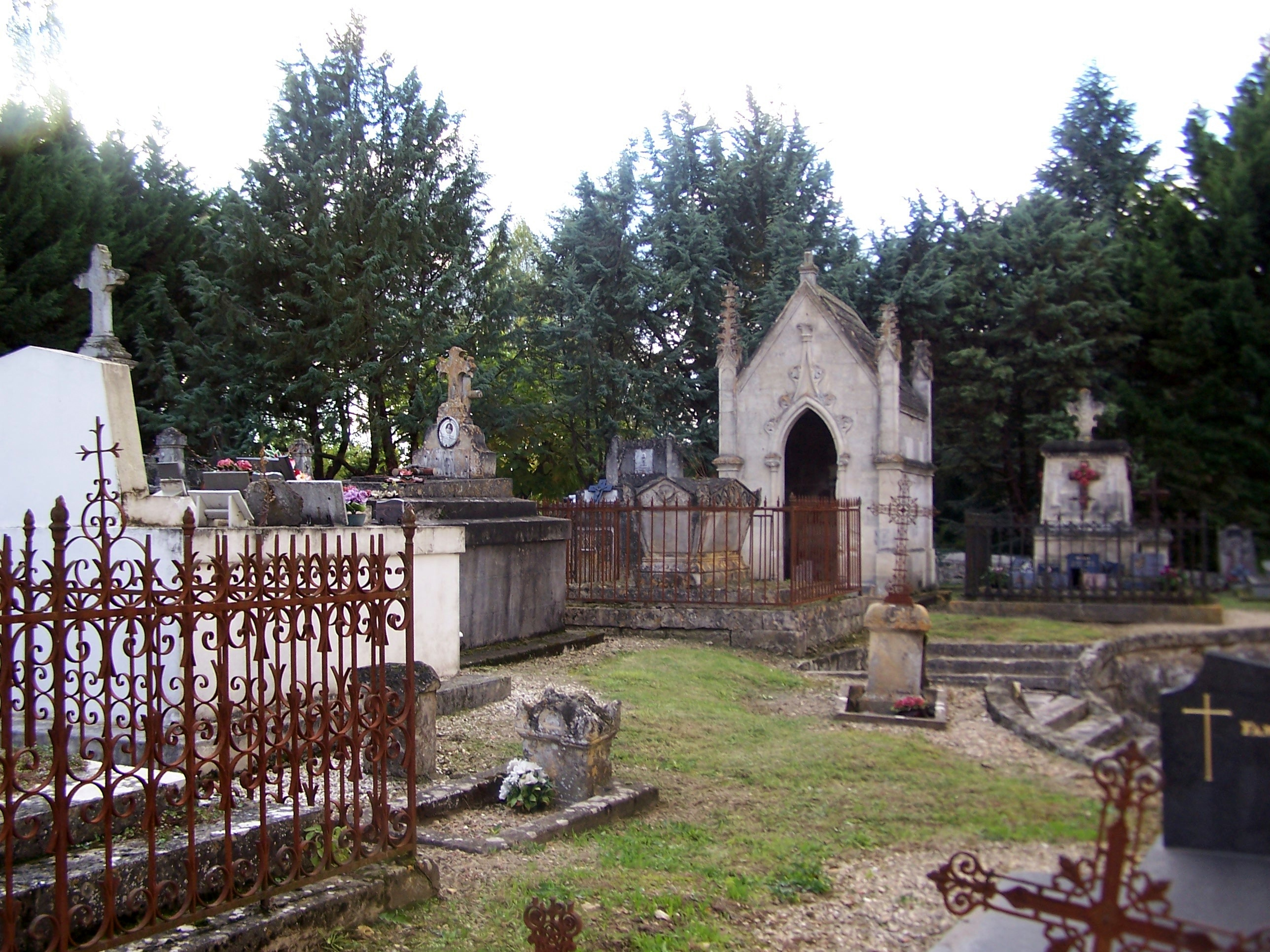
Vue des tombes (oct. 2012)
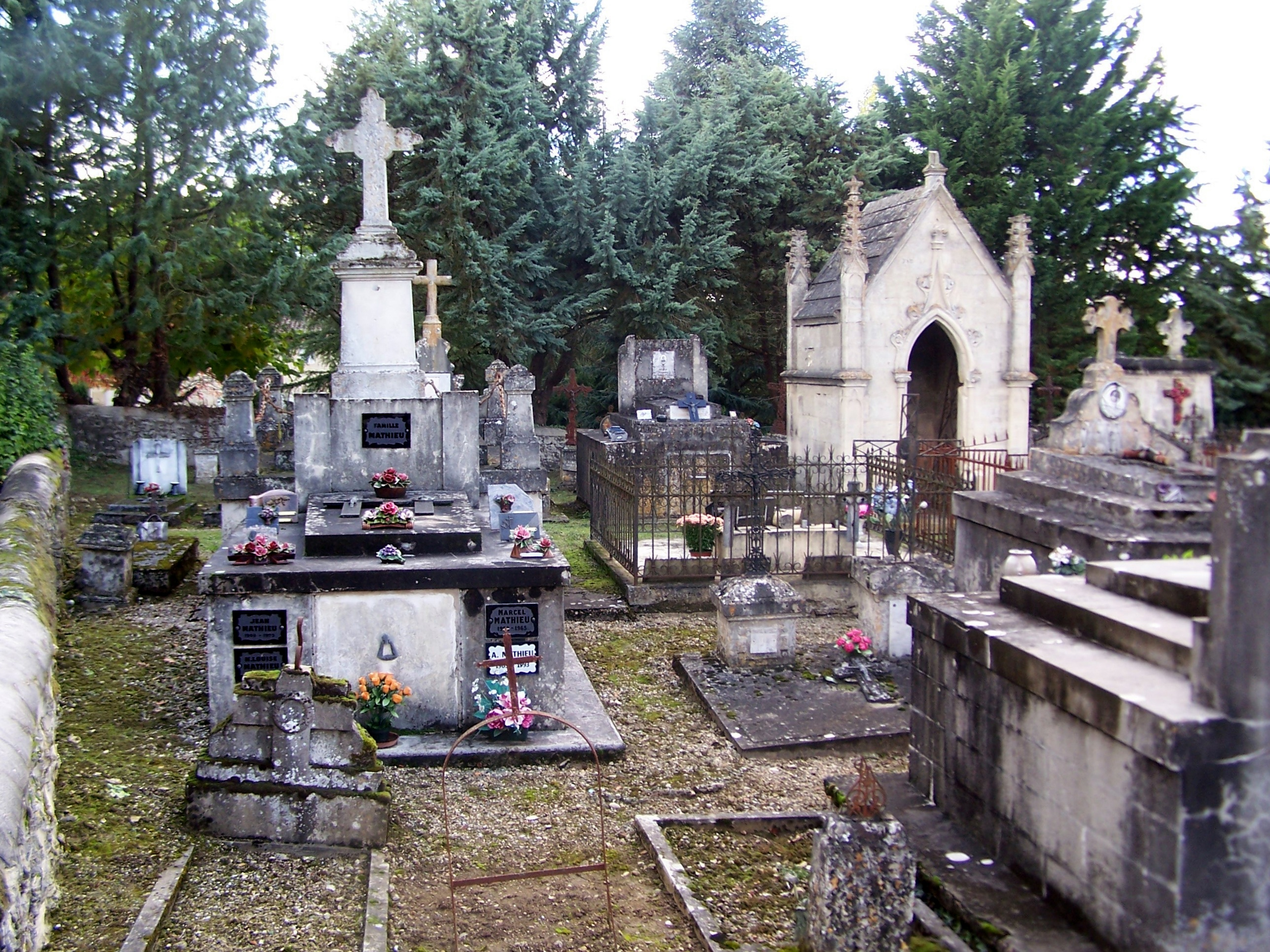
Vue des tombes (oct. 2012)
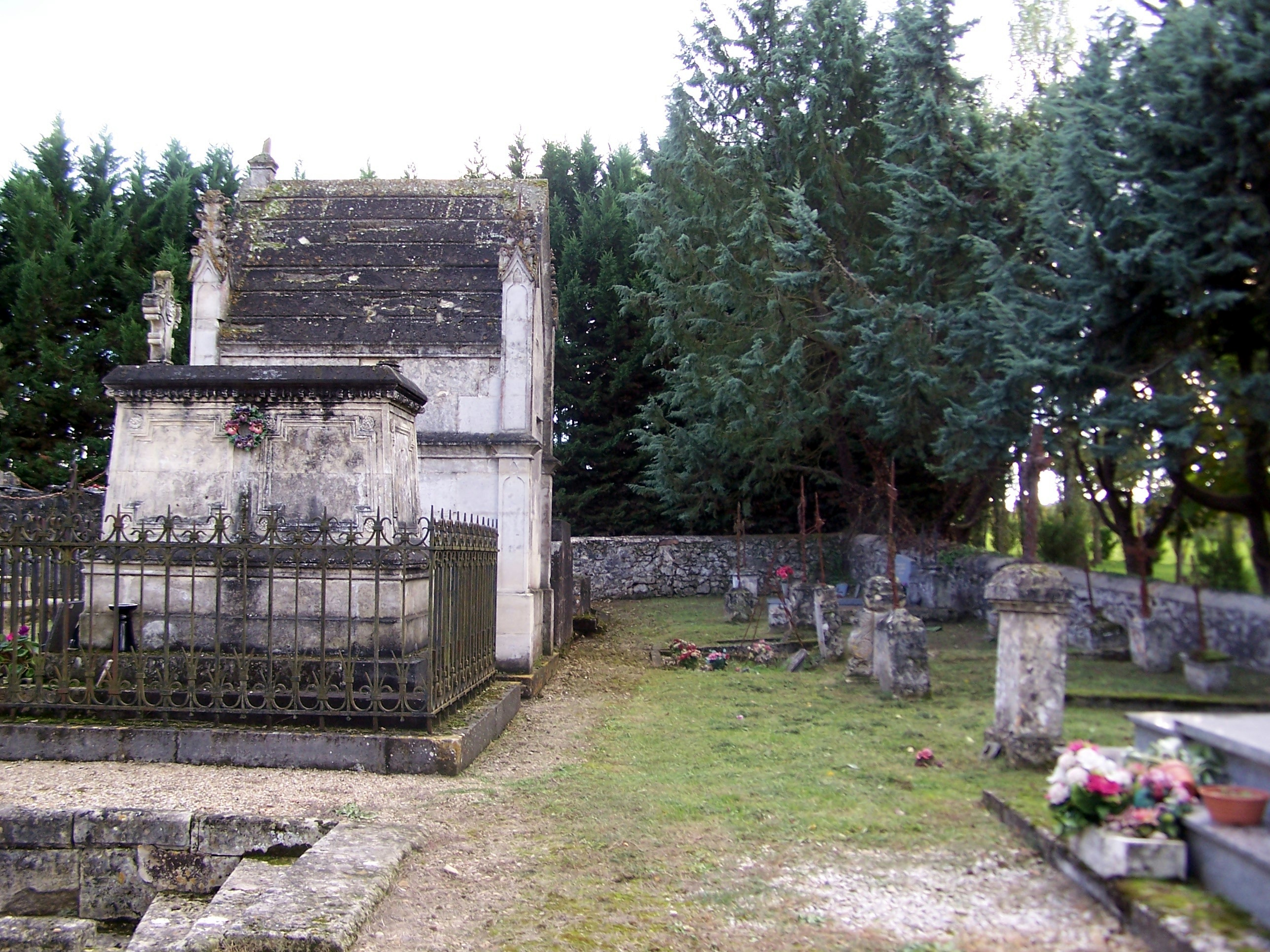
Vue des tombes (oct. 2012)